# Giovanni Vincenzo Corso
Giovanni Vincenzo Corso ( 1490 – 1545 ) foi um pintor italiano do Renascimento de Nápoles, Itália. Foi aluno de Giovanni Antonio Amato e influenciado por Pietro Perugino, Andrea Sabbatini e Polidoro da Caravaggio. Mudou-se para Roma, onde era assistente de Perin del Vaga. A maioria de suas obras estavam nas igrejas de Nápoles e, por estarem danificadas, foram retocadas e são elas: "Cristo Carregando a Cruz" da igreja San Domenico Maggiore e "Adoração dos Magos", em San Lorenzo Maggiore. Morreu em Roma no de 1545.